# Antonina Krivosjapka

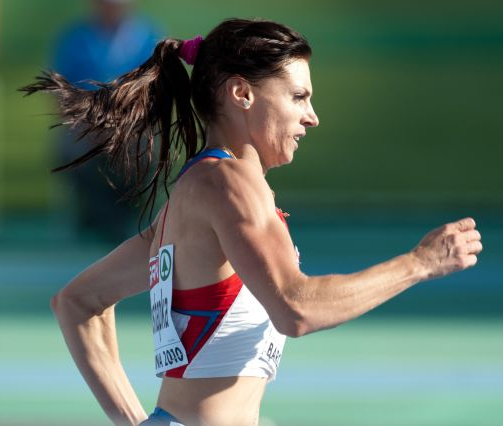

Antonina Vladimirovna Krivosjapka (ryska: Антонина Владимировна Кривошапка), född den 27 juni 1987, är en rysk friidrottare som tävlar i kortdistanslöpning.
Krivosjapkas genombrott kom när hon 2003 blev silvermedaljör på 400 meter vid ungdoms-VM. Som senior blev hennes första internationella mästerskap Inomhus-EM 2009 då hon vann guld på 400 meter.
Utomhus deltog hon vid VM 2009 i Berlin där hon blev bronsmedaljör efter att ha sprungit på 49,71. Året efter deltog hon vid EM 2010 där hon blev bronsmedaljör på 400 meter samt guldmedaljör med det ryska stafettlaget på 4 x 400 meter.

## Personligt rekord
- 400 meter - 49,29 från 2009